# Onthophagus ponticus
Onthophagus ponticus là một loài bọ cánh cứng trong họ Bọ hung (Scarabaeidae).